# Província de Sevilla
La província de Sevilla és una de les vuit províncies d'Andalusia. Limita amb les províncies de Màlaga, de Cadis, de Huelva, de Còrdova, i amb Extremadura. La seua capital és la ciutat homònima.
Té una població d'1.811.177 habitants (2005) repartits entre 104 municipis d'una superfície total de 14.001 km².
Situada en la depressió Bètica l'eix de la qual és el riu Guadalquivir, travessant el territori de nord a sud-oest i, prop de la seua desembocadura, forma una àmplia planura flanquejada per terrasses. El nord és delimitat per una sèrie de serres pertanyents a Serra Morena. A més del Guadalquivir, alguns dels seus afluents són el Genil, el Guadaira i el Viar. El clima és oceànic càlid, d'hiverns suaus i estius molt calorosos, amb temperatures màximes que superen sovint els 40º.